# Las chicas de la sexta planta
Las chicas de la sexta planta (en francés Les Femmes du 6e étage) es una película francesa dirigida por Philippe Le Guay, sobre las españolas emigrantes a Francia, como empleadas de hogar, en la década de los años 60 del siglo XX.

## Reparto
- Fabrice Luchini: Jean-Louis Joubert, es agente de bolsa y tiene mucho dinero.
- Sandrine Kiberlain: Susanne Joubert, es la esposa de Jean-Louis.
- Natalia Verbeke: María, trabaja como empleada de hogar en la casa de Jean-Louis.
- Carmen Maura: Conchita, tía de María, trabaja de empleada igual que María.
- Lola Dueñas: Carmen, una empleada española que trabaja en Francia.
- Berta Ojea: Dolores, amiga de Conchita (mismo oficio).
- Nuria Solé: Teresa.
- Concha Galán: Pilar, amiga también de Conchita y las demás.
- Muriel Solvay: Nicole de Grandcourt.
- Audrey Fleurot: Bettina de Brossolette.

## Argumento
Durante los años 60, en París, Jean-Louis Joubert (Luchini), descubre a unas españolas empleadas como sirvientas que viven en el sexto piso del edificio donde vive. Poco a poco va intimando con ellas y se va dando cuenta de que, más allá de unas simples mucamas, encuentra en ellas unas amigas a las que tiene mucho aprecio y encuentra el amor en su nueva empleada de hogar María (Verbeke), una joven de España que llega a Francia con la idea de tener una vida mejor que la que puede tener en España.

## Curiosidades
Como es propio en el género de comedia, en la versión original cada personaje utiliza la lengua vehicular de la cinta con un marcado acento correspondiente a sus orígenes, ya sea este francés, español o incluso bretón. Sin embargo, en el doblaje de España los papeles de las sirvientas los interpretaron las propias actrices originales con acento español estándar, mientras los señores usan un español contaminado de francés. Resulta paradójico el resultado así obtenido porque en el sociolecto de una comedia cabría esperar que el uso estándar del idioma correspondiera a clases sociales acomodadas.

## Premios y nominaciones
Premios César 2012
| Categoría               | Persona                  | Resultado |
| ----------------------- | ------------------------ | --------- |
| Mejor actriz secundaria | Carmen Maura             | Ganadora  |
| Mejor vestuario         | Christian Gasc           | Nominado  |
| Mejor decorado          | Pierre-François Limbosch | Nominado  |

Festival de Cine de Sarlat 2010
| Categoría                                                 | Persona         | Resultado |
| --------------------------------------------------------- | --------------- | --------- |
| Premio Salamandre d'Or a la Mejor interpretación femenina | Natalia Verbeke | Ganadora  |